# Blasco de Acín Abarca
Blasco IV de Acín Abarca (Aruej, c. 1440 - Villanúa, c. 1520). Sucesor y cabeza del linaje de los Acín, que desde tiempo inmemorial ostentaba el señorío de Aruej, del que fue señor desde 1489 hasta su muerte.

## Biografía
Blasco IV era hijo del escudero Blasco III de Acín y Catalina Abarca, hija natural de Guiralt Abarca, señor de Gavín. El testamento de Guiralt de 1445, nos informa que su hija Catalina ya estaba casada entonces con Blasco III de Acín, sucesor de esa familia como hijo y heredero de Blasco II, su padre y señor de Aruej. Blasco IV era, por tanto, el cuarto de su nombre (pues su abuelo Blasco II, a su vez, fue bisnieto de Blasco I de Acín), y además, estaba casado con otra Catalina Abarca, hija a su vez de Rodrigo Abarca Acín y María Abarca. Los vínculos matrimoniales entre estas dos familias, los Acín y los Abarca, son más que evidentes, generando dos matrimonios homónimos.Blasco IV tuvo dos hermanos llamados Gil e Inés que murieron respectivamente en 1457 y 1460 (Inés tenía 11 años) envenenados, al parecer, por Guirandana de Lay.
Blasco IV de Acín Abarca y Catalina Abarca Abarca, otorgaron sus capitulaciones matrimoniales en Villanúa, el 30 de octubre de 1463,en la que el novio estuvo representado por su padre Blasco III y su tío Gil de Acín, recibiendo el grueso del patrimonio que el linaje poseía en Aruej y Villanúa, exigiéndose a los citados representantes en la última cláusula (sin duda, inserta por la parte de la futura esposa) que hicieran cumplir y aprobar la capitulación, a su padre Blasco II, que aún vivía y ostentaba el señorío de Aruej. Por su parte, Catalina que estuvo representada por su madre María y su medio hermano Rodrigo (pues su padre ya había fallecido en 1457), recibió 2.500 sueldos jaqueses a pagar en diversos plazos. Los gastos de los esponsales, los pagaron ambas partes por mitad.    
Blasco IV aún tuvo que esperar más de 20 años para suceder en el señorío de Aruej, tomando posesión del mismo el 16 de octubre de 1489, en virtud del testamento de su abuelo.
El 10 de octubre de 1491 aparecen Blasco IV y su hijo Gil de Acín Abarca (con sus respectivas esposas Catalina Abarca y Catalina Bonet) como señores de Aruej, en una suerte de asociación que gestionaba el señorío, contratando un treudo vitalicio (enfiteusis) a favor de mosén Blasco de Acín (sin duda, un pariente cercano), de varios inmuebles en Villanúa y Aruej.Sin embargo, este Gil murió antes que su padre (en 1494), por lo que nunca llegó a regir el señorío en solitario. 
El 3 de febrero de 1501 otorgó testamento ante un notario de Jaca, y dice residir en Villanúa.Instituyó heredero universal a su nieto Gil, hijo de Gil de Acín, ya fallecido, y Catalina Bonet. En el testamento Blasco no cita a su esposa, Catalina Abarca, muy probablemente por haber fallecido ya. Ordenó ser enterrado en la iglesia de Villanúa.
En 1505 volvemos a ver documentado a Blasco IV, como señor de Aruej, cuando el 9 de diciembre se congregó el Consejo a son de campana, para acoger a Sancho Íñiguez como nuevo vecino de Canfranc, quien se comprometía a contribuir en todos los cargos según los otros vecinos de dicho lugar.
Finalmente, en 1519 reconoce la existencia de un hijo llamado Jaume, al que le otorga en dote dos portales de casas sitos en Villanúa.Blasco debió fallecer poco después, pues para entonces ya debía ser de una edad muy avanzada para la época.

## Matrimonios e hijos
De su matrimonio en 1463 con Catalina, hija de Rodrigo Abarca Acín y María Abarca, Blasco recibió 1.500 sueldos jaqueses en concepto de dote.Ambos tuvieron tres hijos en común:
- María de Acín Abarca, citada en el testamento de su abuela María Abarca en 1494.[12] Contrajo matrimonio con el notario jaqués García Bonet IV, con quien tuvo a María Bonet Acín, casada en 1516 con el también notario de Jaca, Miguel de Ibós Aznárez;[13]

- Gil de Acín Abarca, casado con Catalina Bonet Cañardo con quien tuvo a su sucesor Gil de Acín Bonet. Gil murió entre el 6 de marzo de 1494, cuando se le documenta por última vez junto a su padre Blasco con ocasión de un arrendamiento de tierras,[14]y el 19 de octubre de 1494 cuando aparece como "quondam" (fallecido) en el testamento de su cuñada Juana Bonet Cañardo (esposa del mercader jaqués Juan de Lasala Santa Fe).[15]Será por tanto, su hijo Gil de Acín Bonet, quien suceda a su abuelo Blasco en el señorío de Aruej;

(María y Gil contrajeron matrimonio en cambio con otros dos hermanos, Catalina y García Bonet; una costumbre difícil de ejecutar pero muy ventajosa para ambas familias, pues podían ahorrarse la dote de uno de sus hijos)  
- Catalina de Acín Abarca, casada en dos ocasiones, primero con Gil de Iguázar,[16] y posteriormente con Bernat de Lasala;[17]

Blasco tuvo un cuarto hijo, posiblemente tras enviudar de su esposa, de quien se desconoce el nombre de la madre:
- Jaume de Acín. Este hijo es citado en un documento de 1519 en el que su padre Blasco le otorga unos bienes en Villanúa en concepto de dote, por lo que debía ser bastante joven, en comparación con sus hermanos. No se cita el nombre de su madre, quizá por haber fallecido ya, o por ser un hijo natural.

## Ancestros
| \| \| \| \| \| \| \| \| \| \| \| \| \| \| \| \| \| \| \| \| 4. Blasco II de Acín, señor de Aruej \| \| \| \| \| \| \| \| \| \| \| \| \| \| \| \| \| \| \| \| \| \| \| \| \| \| \| \| \| \| \| \| \| \| \| \| \| \| \| \| \| \| \| \| \| \| \| \| \| \| \| \| \| \| 2. Blasco III de Acín \| \| \| \| \| \| \| \| \| \| \| \| \| \| \| \| \| \| \| \| \| \| \| \| \| \| \| \| \| \| \| \| \| \| \| \| \| \| \| \| \| \| \| \| \| \| \| \| \| \| \| \| \| \| 1. Blasco IV de Acín Abarca \| \| \| \| \| \| \| \| \| \| \| \| \| \| \| \| \| \| \| \| \| \| \| \| \| \| \| \| \| \| \| \| \| \| \| \| \| \| \| \| \| \| \| \| \| \| \| \| \| \| \| \| \| \| 24. Guerao Abarca Luna, señor de Gavín \| \| \| \| \| \| \| \| \| \| \| \| \| \| \| \| \| \| \| \| \| \| \| \| \| \| \| \| \| \| \| \| \| \| \| \| \| \| \| \| \| \| \| \| \| \| \| \| \| \| \| \| \| \| 12. Rui Pérez Abarca, señor de Gavín \| \| \| \| \| \| \| \| \| \| \| \| \| \| \| \| \| \| \| \| \| \| \| \| \| \| \| \| \| \| \| \| \| \| \| \| \| \| \| \| \| \| \| \| \| \| \| \| \| \| \| \| \| \| 25. Eufemia López de Gurrea \| \| \| \| \| \| \| \| \| \| \| \| \| \| \| \| \| \| \| \| \| \| \| \| \| \| \| \| \| \| \| \| \| \| \| \| \| \| \| \| \| \| \| \| \| \| \| \| \| \| \| \| \| \| 6. Guiralt Abarca, señor de Gavín \| \| \| \| \| \| \| \| \| \| \| \| \| \| \| \| \| \| \| \| \| \| \| \| \| \| \| \| \| \| \| \| \| \| \| \| \| \| \| \| \| \| \| \| \| \| \| \| \| \| \| \| \| \| 3. Catalina Abarca \| \| \| \| \| \| \| \| \| \| \| \| \| \| \| \| \| \| \| \| \| \| \| \| \| \| \| \| \| \| \| \| \| \| \| \| \| \| \| \| \| \| \| \| \| \| \| \| \| \| \| \| |                                        |  |  |  |  |  |  |  |  |  |  |  |  |  |  |  |
| |                                        |  |  |  |  |  |  |  |  |  |  |  |  |  |  |  |
| | 4. Blasco II de Acín, señor de Aruej   |  |  |  |  |  |  |  |  |  |  |  |  |  |  |  |
| |                                        |  |  |  |  |  |  |  |  |  |  |  |  |  |  |  |
| |                                        |  |  |  |  |  |  |  |  |  |  |  |  |  |  |  |
| | 2. Blasco III de Acín                  |  |  |  |  |  |  |  |  |  |  |  |  |  |  |  |
| |                                        |  |  |  |  |  |  |  |  |  |  |  |  |  |  |  |
| |                                        |  |  |  |  |  |  |  |  |  |  |  |  |  |  |  |
| | 1. Blasco IV de Acín Abarca            |  |  |  |  |  |  |  |  |  |  |  |  |  |  |  |
| |                                        |  |  |  |  |  |  |  |  |  |  |  |  |  |  |  |
| |                                        |  |  |  |  |  |  |  |  |  |  |  |  |  |  |  |
| | 24. Guerao Abarca Luna, señor de Gavín |  |  |  |  |  |  |  |  |  |  |  |  |  |  |  |
| |                                        |  |  |  |  |  |  |  |  |  |  |  |  |  |  |  |
| |                                        |  |  |  |  |  |  |  |  |  |  |  |  |  |  |  |
| | 12. Rui Pérez Abarca, señor de Gavín   |  |  |  |  |  |  |  |  |  |  |  |  |  |  |  |
| |                                        |  |  |  |  |  |  |  |  |  |  |  |  |  |  |  |
| |                                        |  |  |  |  |  |  |  |  |  |  |  |  |  |  |  |
| | 25. Eufemia López de Gurrea            |  |  |  |  |  |  |  |  |  |  |  |  |  |  |  |
| |                                        |  |  |  |  |  |  |  |  |  |  |  |  |  |  |  |
| |                                        |  |  |  |  |  |  |  |  |  |  |  |  |  |  |  |
| | 6. Guiralt Abarca, señor de Gavín      |  |  |  |  |  |  |  |  |  |  |  |  |  |  |  |
| |                                        |  |  |  |  |  |  |  |  |  |  |  |  |  |  |  |
| |                                        |  |  |  |  |  |  |  |  |  |  |  |  |  |  |  |
| | 3. Catalina Abarca                     |  |  |  |  |  |  |  |  |  |  |  |  |  |  |  |
| |                                        |  |  |  |  |  |  |  |  |  |  |  |  |  |  |  |
| |                                        |  |  |  |  |  |  |  |  |  |  |  |  |  |  |  |